# Stadensen
Stadensen is een ortsteil van de gemeente Wrestedt in de Duitse deelstaat Nedersaksen. Tot 1 november 2011 was Stadensen een zelfstandige gemeente.
- Gemeinsame Normdatei: 4579044-9
- Virtual International Authority File: 245409154

Altenmedingen · 
Bad Bevensen · 
Bad Bodenteich · 
Barum · 
Bienenbüttel · 
Ebstorf · 
Eimke · 
Emmendorf · 
Gerdau · 
Hanstedt · 
Himbergen · 
Jelmstorf · 
Lüder · 
Natendorf · 
Oetzen · 
Rätzlingen · 
Römstedt · 
Rosche · 
Schwienau · 
Soltendieck · 
Stoetze · 
Suderburg · 
Suhlendorf · 
Uelzen · 
Weste · 
Wrestedt · 
Wriedel